# Щирец
Щирец (укр. Щирець, Щежец, пол. Szczerzec) — посёлок во Львовском районе Львовской области Украины. Административный центр Щирецкой поселковой общины.
Расположен на правом берегу реки Щирки, притока Днестра, в 7 км от Пустомыт и 25 км южнее Львова. Железнодорожная станция.

## История
Через городок протекает речка Щерек (Щирец), некогда глубоководная, обильная рыбой. Тогда говорили: «Река щедрая рыбой» (укр. «Ріка щира на рибу»). Отсюда, согласно одной из версий, и пошло название Щирец.
Щирец известен с начала XII в. Первое письменное упоминание о нём относится к 1113 году. В 1126 г. здесь было уже сильно укрепленное городище.
Во время междоусобицы князь звенигородский Владимир Володаревич и князь перемышльский Ростислав Володаревич для выяснения отношений избрали местом переговоров Щирец, расположенный посередине между их владениями.
Весной 1241 г. оно было уничтожено во время нашествия татаро-монголов.
Поскольку на территории нынешней Дрогобыччины были обнаружены большие залежи соли, Щирец оказался на новом соляном пути, и постепенно стал возрождаться.
Свидетельством этому является грамота от 1391, в которой написано: «Ян Тарновский, воевода Сандомирский и староста земли Русской позволил войту Мацейко учредить Щирец».
В 1397 году польским королём Владисла́вом II Яге́лло Щирцу было предоставлено магдебургское право.
В 1423 был учрежден Щирецкий повят, что свидетельствует о росте городка.

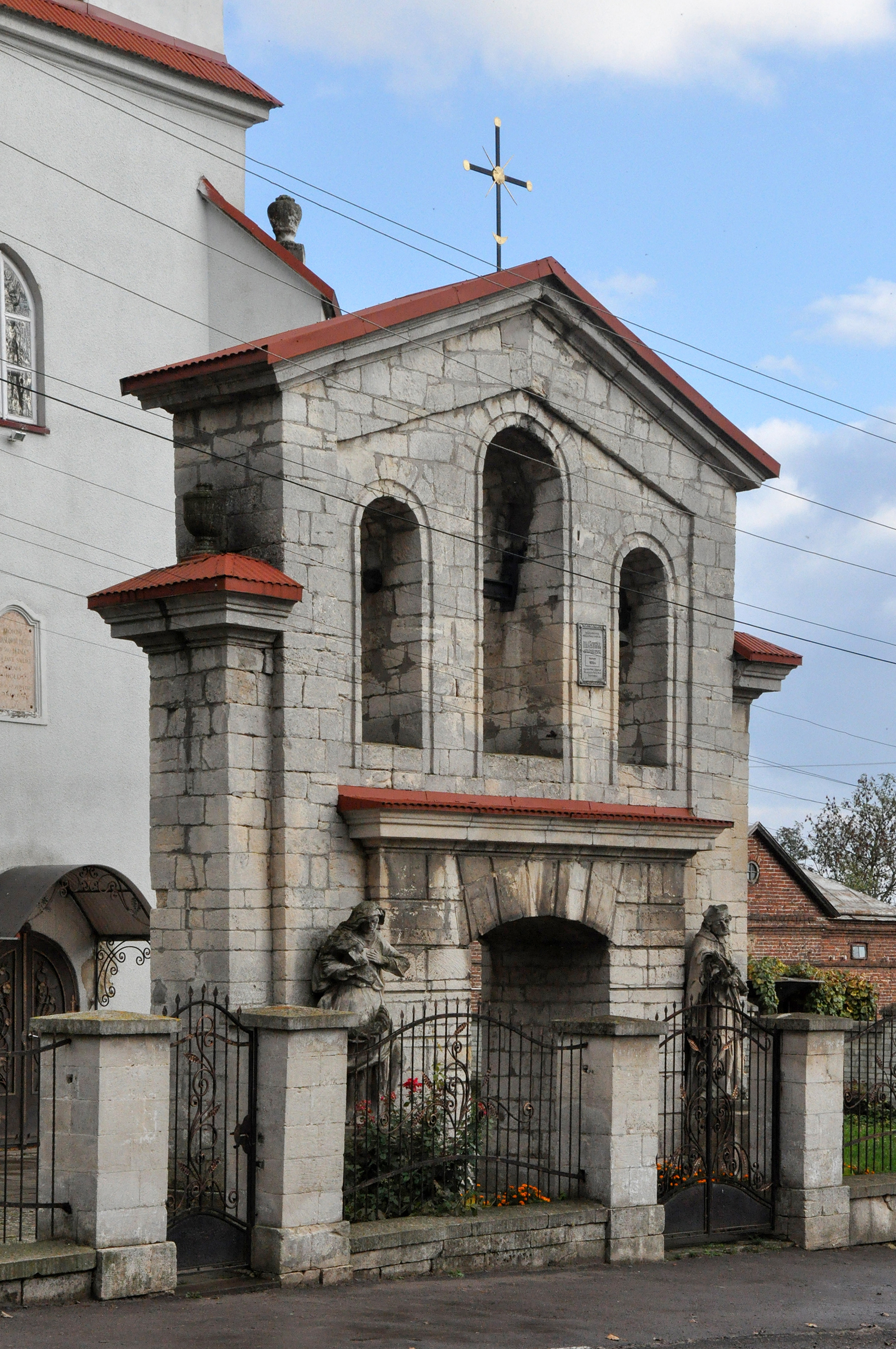
Звонница

В XVI и XVII веках Щирец неоднократно подвергался набегам татарских орд. Особенно тяжелым было нападение в 1516 году. Город настолько пострадал, что король Сигизмунд І вынужден был на 8 лет освободить мещан от налогов.
В 1638 г. в Львовской летописи упоминается о большом пожаре в городке. Примерно в то же время Щирец начал славиться производством гипса и извести.
В 1772 году, после первого раздела Польши, Щирец, в то время принадлежащий Потоцким, вместе со всей Восточной Галицией (Червонной Русью) вошел в состав Австрийской империи.
В XIX в. в связи с ростом производства строительных материалов и расширением карьеров сюда была проложена железная дорога.
Щирец серьёзно пострадал во время Первой мировой войны, в результате чего в межвоенный период утратил своё значение как города.
Во время Второй мировой войны практически все еврейское население Щирца было вывезено фашистами в лагерь смерти Белжец. В апреле 1944 г. часть польского населения поселка была уничтожена в результате нападения отрядов ОУН-УПА.
До 1959 года пгт Щирец был районным центром Щирецкого района Львовской области.

## Персоналии
- Федор Сенькович (ум.1631) — ведущий львовский художник XVII ст.
- Ноймарк, Давид (1866—1924) — еврейский религиозный философ
- Иосиф Курилас (1870—1951) — украинский художник
- Мачек, Станислав (1892—1994) — генерал Войска Польского, герой второй мировой войны
- Мацейко, Григорий (1913—1966) — член ОУН, совершивший в 1934 г. убийство министра внутренних дел Польши Б.Перацкого

## Достопримечательности
- Оборонный костёл св. Станислава (1410 г.) с колокольней XIX века.
- Оборонный комплекс из Троицкой церкви (XVI век) и деревянной колокольни с каменнымы стенами (XVIII в.).
- Памятник на братском кладбище 77 советским воинам, погибшим при освобождении поселка от гитлеровцев.

## Галерея

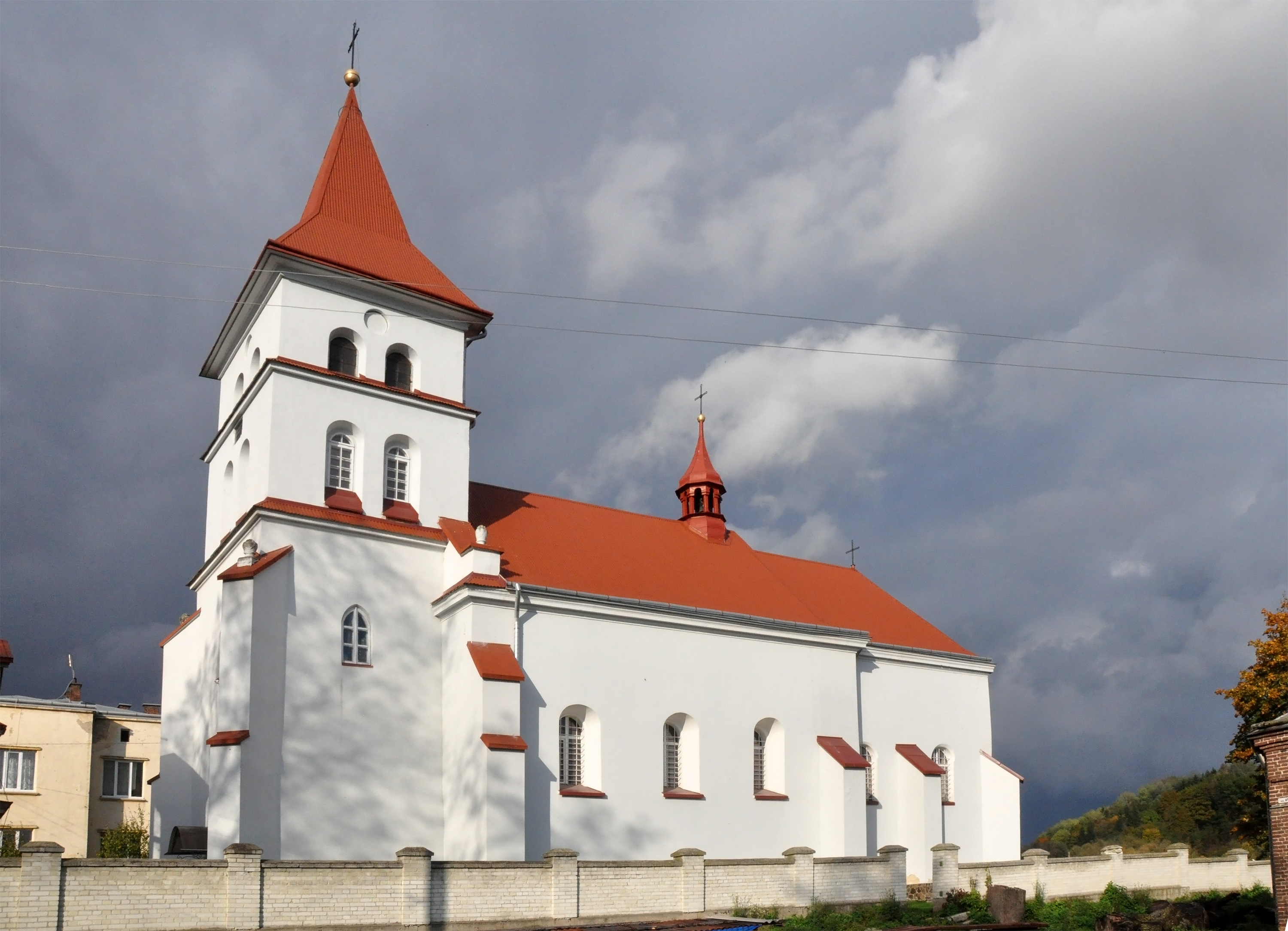
Костёл св. Станислава
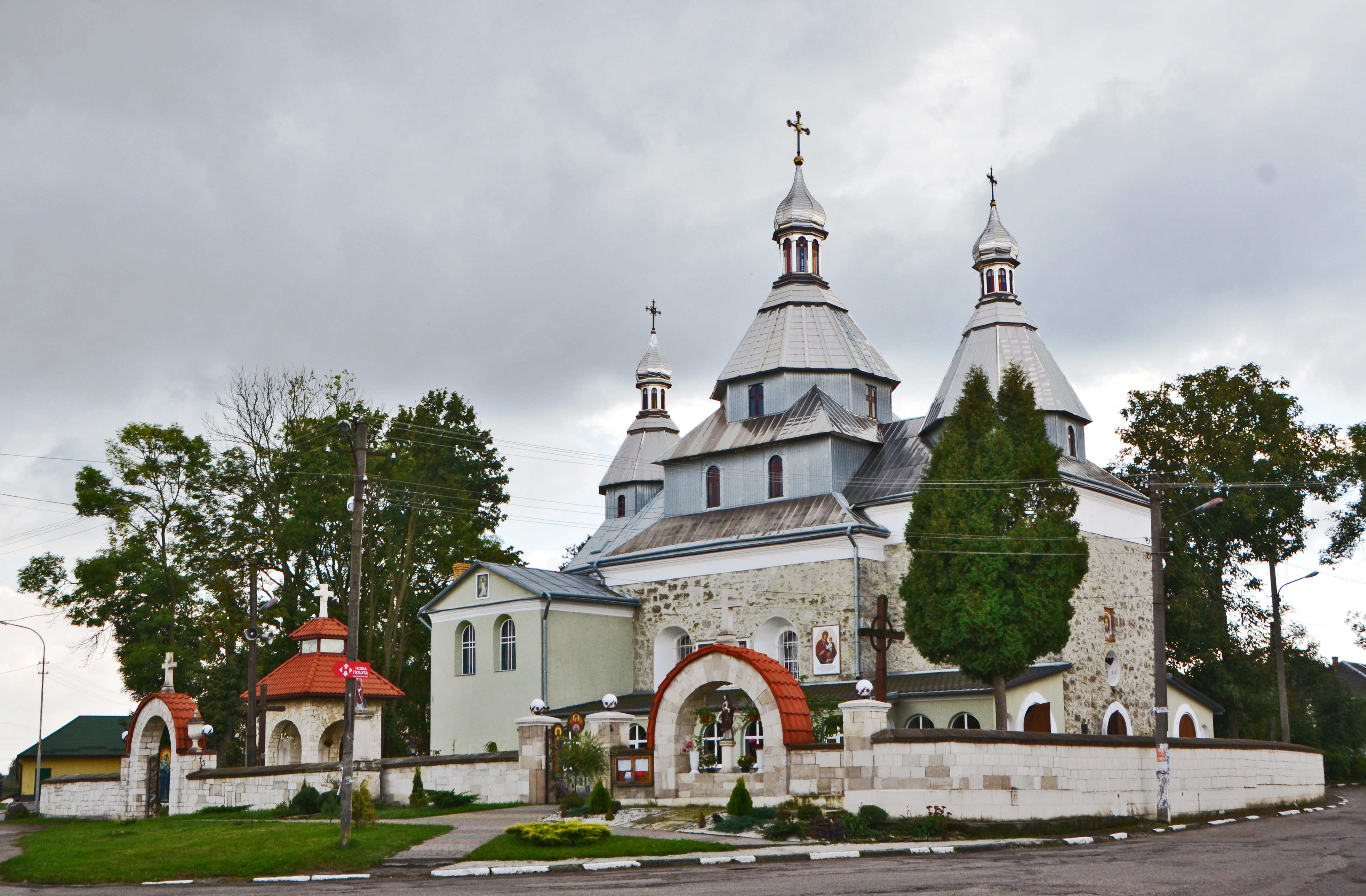
Троицкая церковь
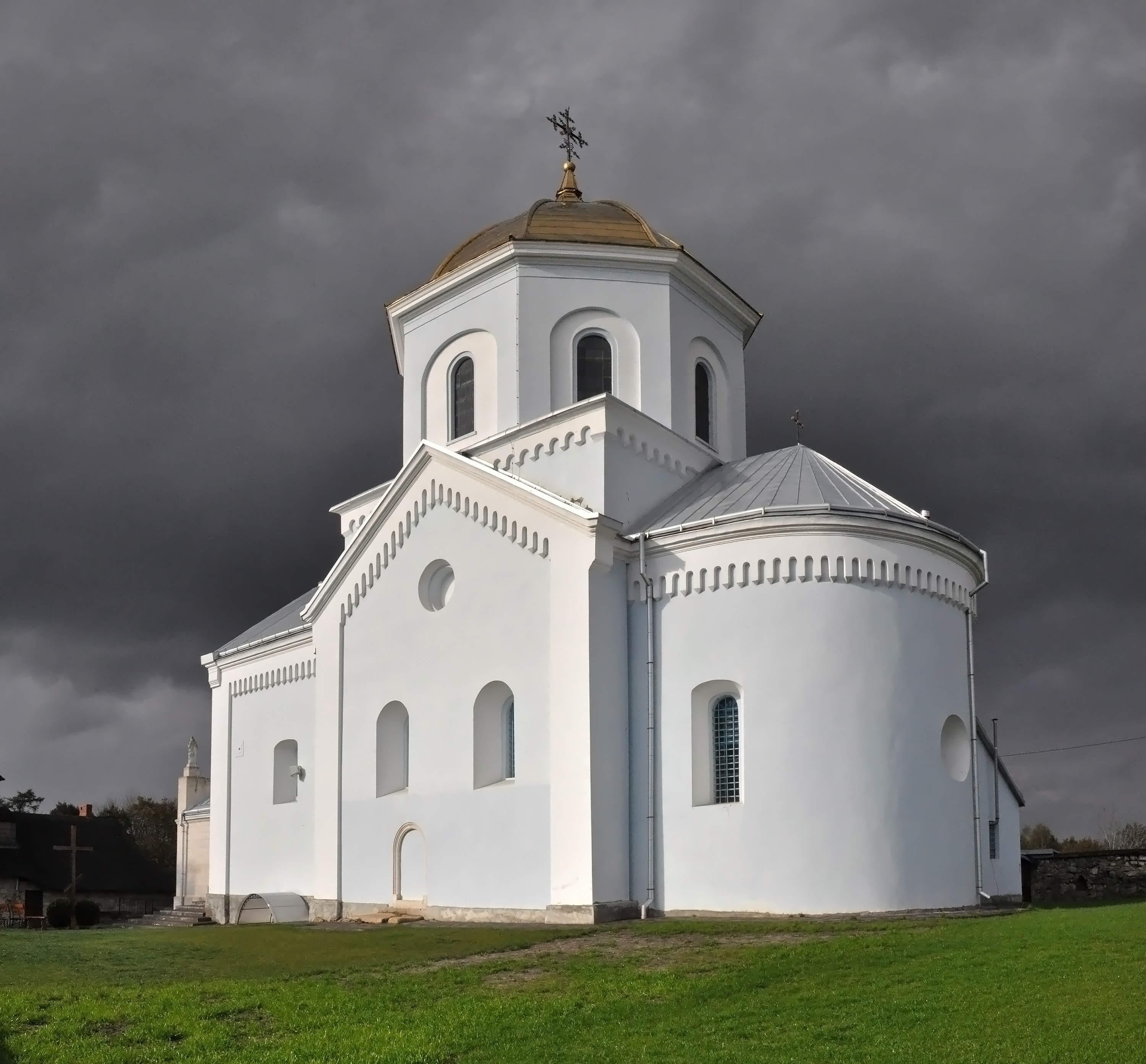
Церковь Рождества Богородицы
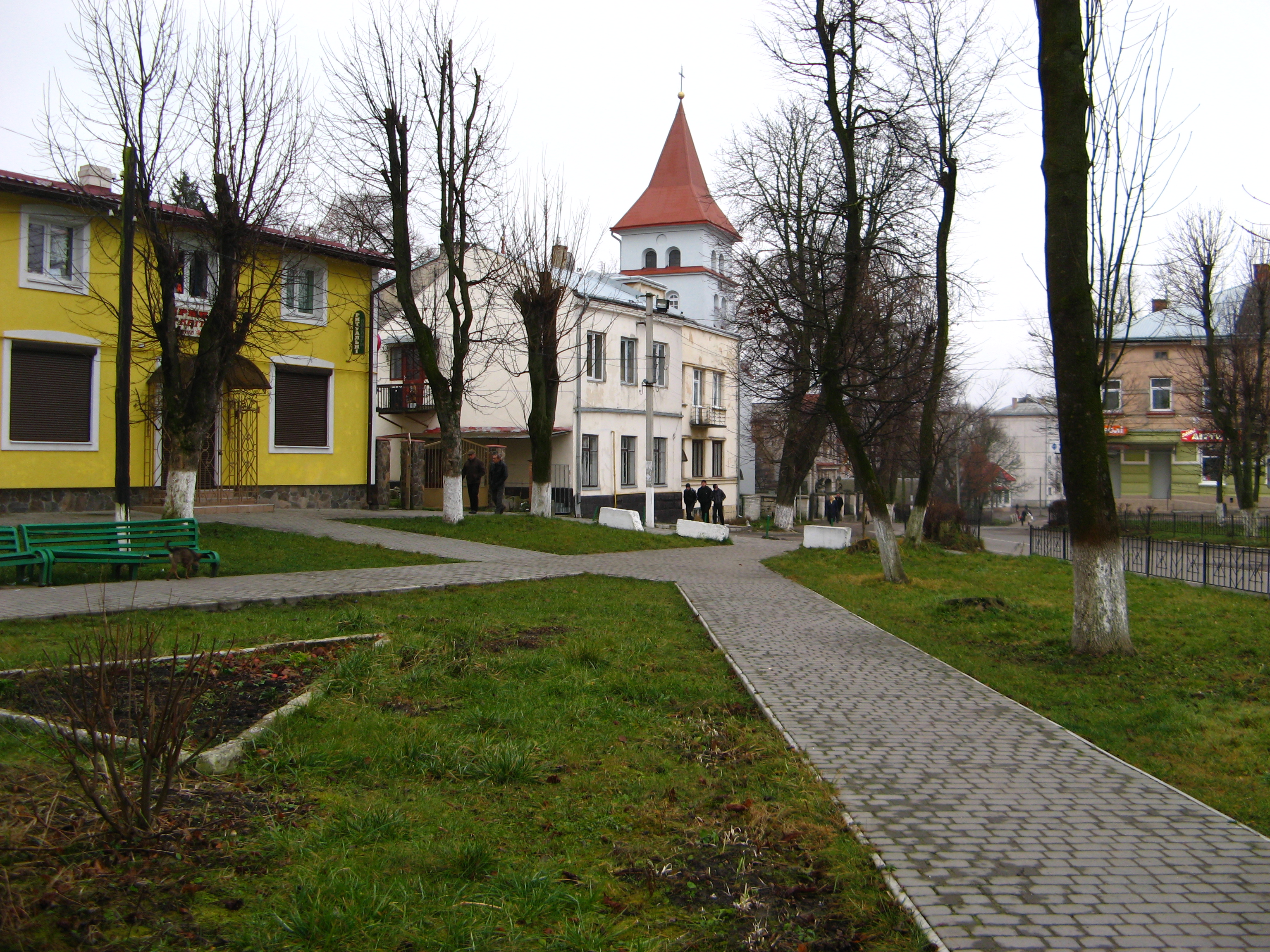
В центре Щирца
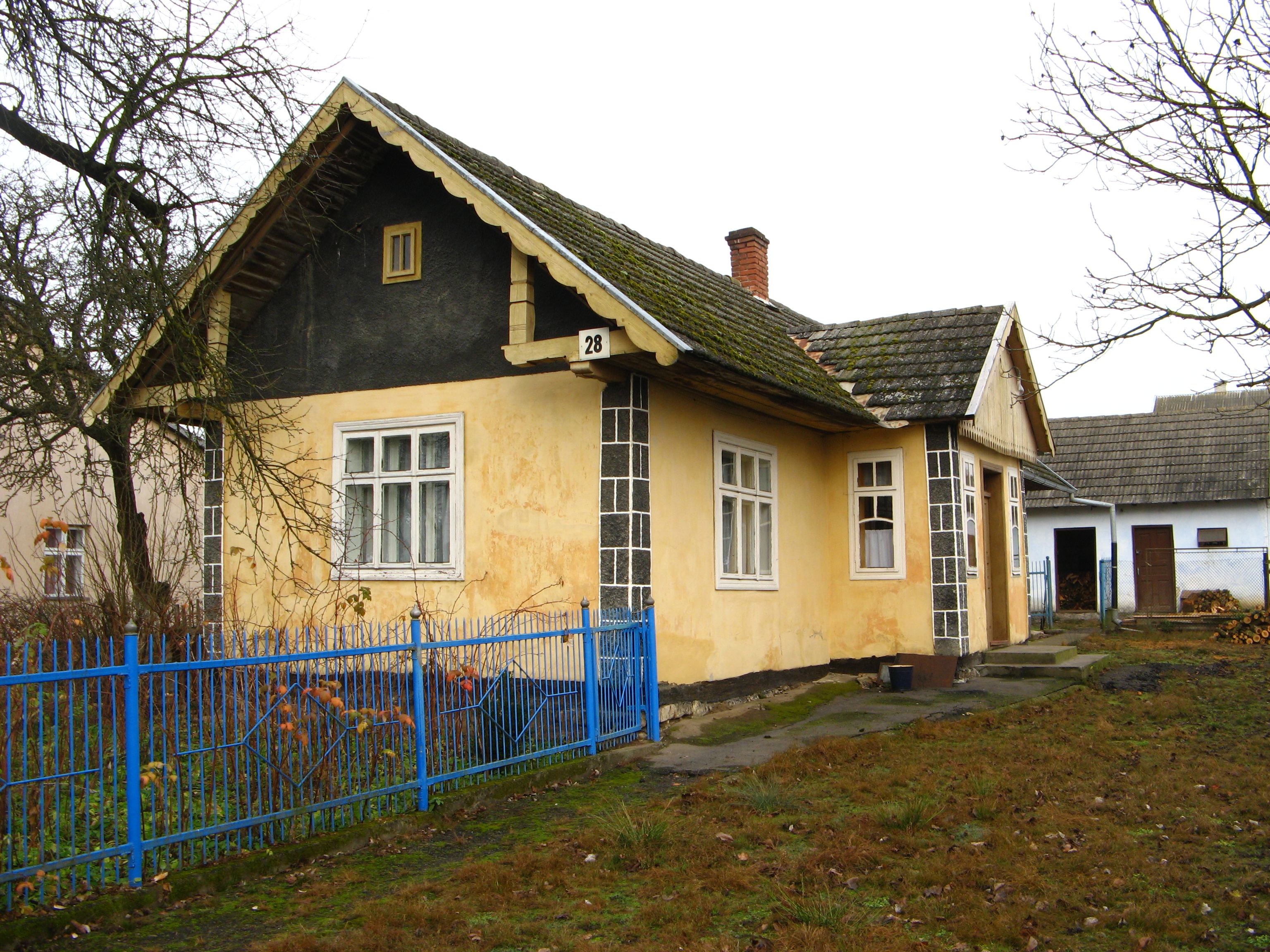
Образец типичной щирецкой архитектуры - жилой дом (1930-е годы)
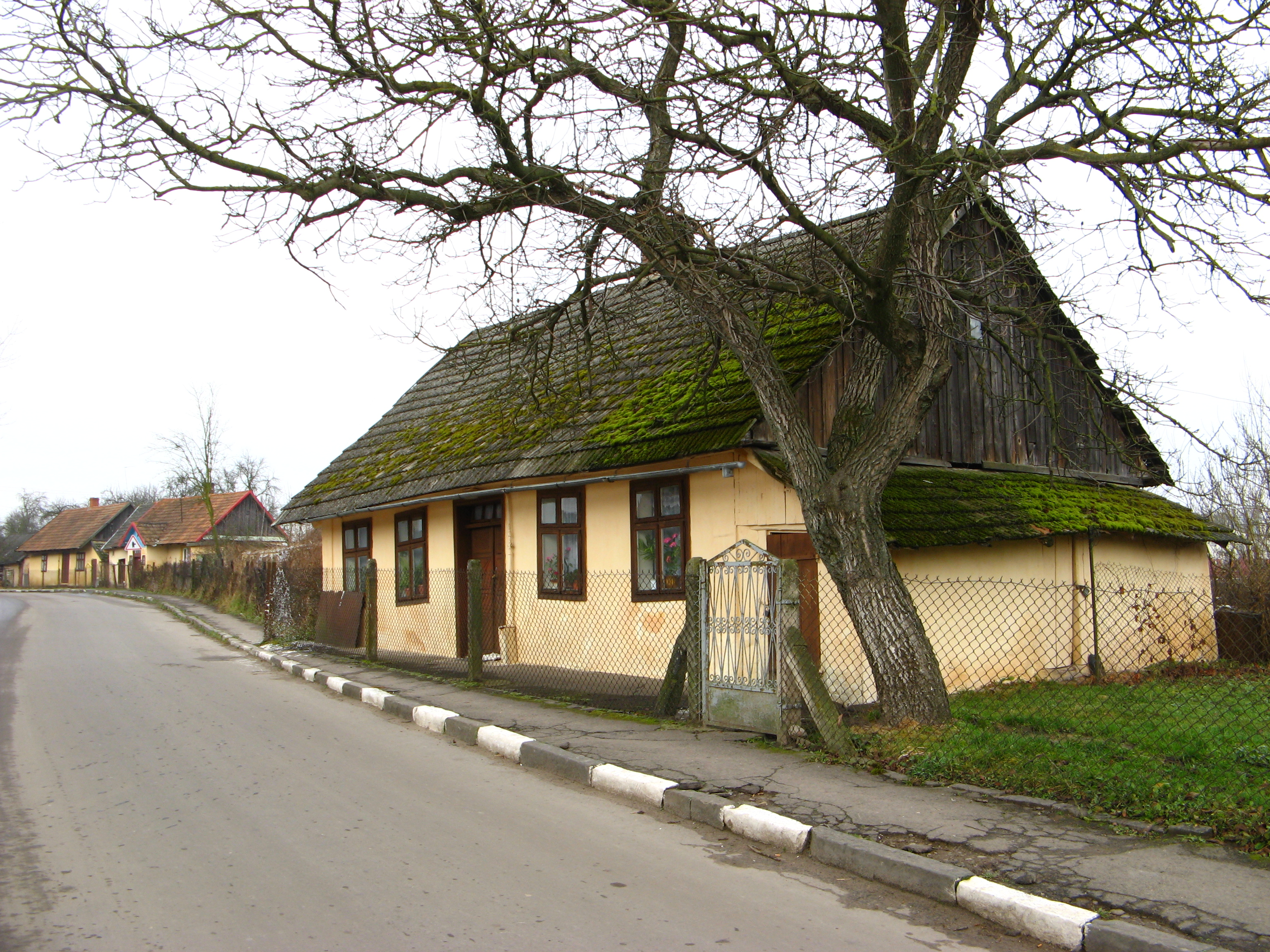
Старые дома на улице Загородки
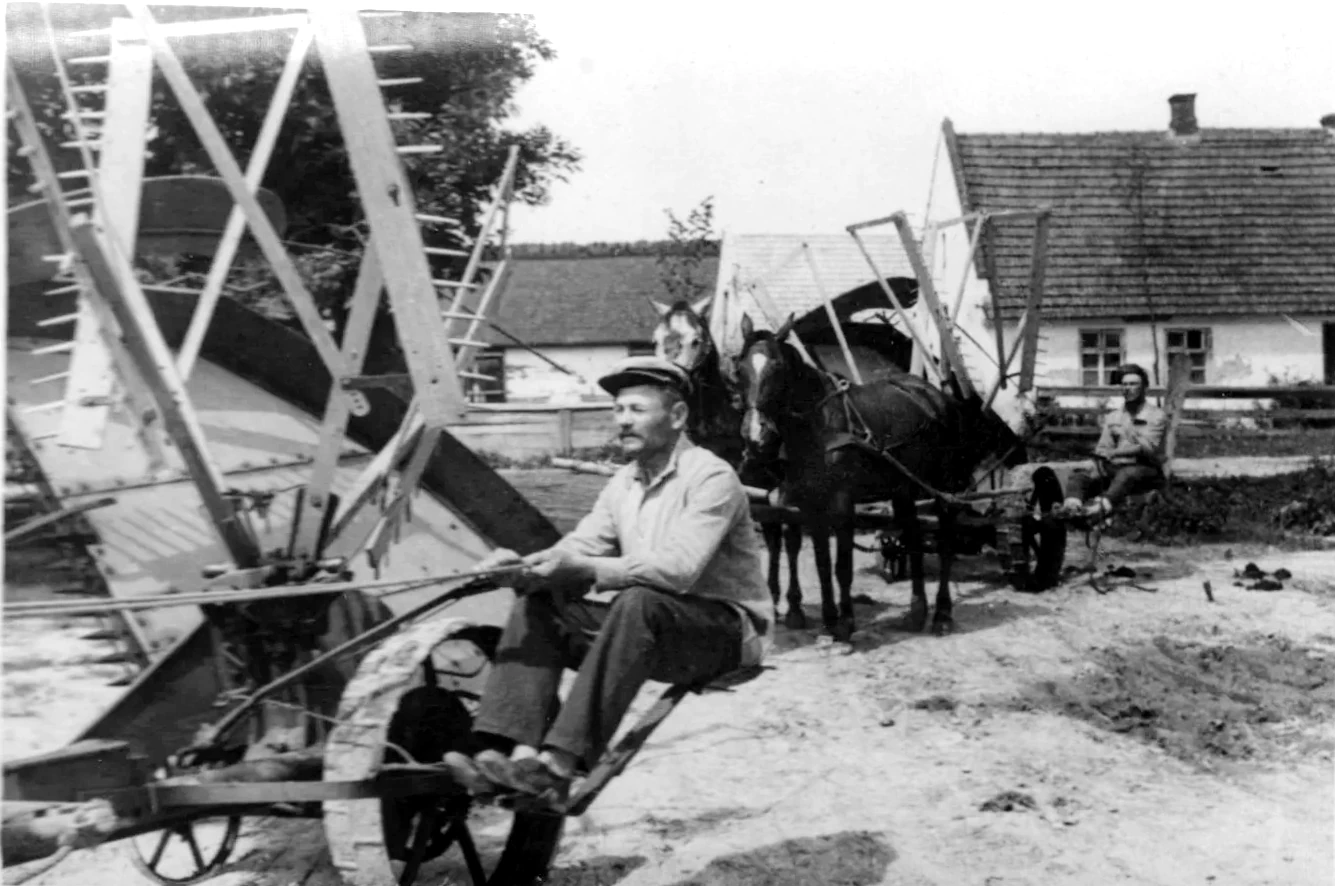
Ширецкий совхоз. Косари выезжают с совхозного двора на поле. 1945 г.